# یوری تیتوف
یوری تیتوف (به انگلیسی: Yuri Titov) ژیمناست زادهٔ ۲۷ نوامبر ۱۹۳۵ میلادی اهل کشور شوروی است.